# Alberto Loddo
Alberto Loddo (Càller, 5 de gener de 1979) és un ciclista italià, ja retirat, que fou professional entre el 2002 i el 2010.
En el seu palmarès destaca la victòria al Tour de Qatar de 2003, així com diverses etapes en curses menors, com la Volta ao Algarve, la Volta a Astúries o el Tour de San Luis. El 2003 va ser suspès durant un mes per haver donat positiu per cafeïna en un control antidopatge.

## Palmarès
- 2001
  - 1r al Gran Premi della Liberazione
  - 1r al Trofeu Franco Balestra
  - 1r a la Coppa San Geo
  - 1r al Gran Premi Ciutat de Felino
- 2002
  - Vencedor d'una etapa del Tour de Qatar
- 2003
  - 1r al Tour de Qatar i vencedor d'una etapa
  - Vencedor d'una etapa de la Volta ao Algarve
- 2006
  - 1r a la Vuelta al Táchira
  - Vencedor de 4 etapes de la Volta per un Xile Líder
  - Vencedor d'una etapa del Circuit de La Sarthe
- 2007
  - Vencedor de 5 etapes al Tour de Langkawi i 1r de la classificació per punts
  - Vencedor d'una etapa de la Vuelta al Táchira
  - Vencedor d'una etapa de la Volta a La Rioja
  - Vencedor d'una etapa de la Volta a Astúries
- 2008
  - Vencedor d'una etapa del Tour de Qatar
  - Vencedor d'una etapa al Tour de Langkawi
- 2009
  - Vencedor de 2 etapes de la Volta a Veneçuela
- 2010
  - Vencedor de 2 etapes del Tour de San Luis
  - Vencedor d'una etapa del Giro de Sardenya

### Resultats al Giro d'Itàlia
- 2004. Abandona (17a etapa)
- 2006. Abandona (16a etapa)
- 2008. Abandona (7a etapa)
- 2010. Abandona (11a etapa)